# راو مک‌منوس
راو مک‌منوس (انگلیسی: Rove McManus؛ زادهٔ ۲۱ ژانویهٔ ۱۹۷۴) تهیه‌کننده فیلم، کمدین، شخصیت رسانه‌ای و مجری تلویزیون مشهور اهل استرالیا است. وی از سال ۱۹۹۷ میلادی تاکنون مشغول فعالیت بوده‌است.
او ۱۰ مرتبه برندهٔ جایزه لوگی شده است که ۳ تای آنها، لوگی زرین بوده است.